# Антон Турек (офіцер)
Антон Турек (нім. Anton Turek; ? — 1955, Грац, Австрія) — унтерштурмфюрер СС, кавалер Лицарського хреста Хреста Воєнних заслуг з мечами.

## Нагороди[1]
- Хрест Воєнних заслуг 2-го і 1-го класу з мечами
- Лицарський хрест Хреста Воєнних заслуг з мечами (30 грудня 1944) — як унтерштурмфюрер СС і командир взводу 17-ї танково-гренадерської дивізії СС «Гьотц фон Берліхінген».